# Guillaume Cuchet
Pour les articles homonymes, voir Cuchet.
Guillaume Cuchet, né le 29 juin 1973, est professeur d'histoire contemporaine à l'université Paris-1 Panthéon Sorbonne et spécialiste d'histoire des religions.

## Biographie
Guillaume Cuchet est un ancien élève de l'École normale supérieure de Fontenay-Saint-Cloud (lettres et sciences humaines), membre honoraire de l'Institut universitaire de France. En 1996, il est agrégé d'histoire. En 2002, il soutient sa thèse Du ciel à l'au-delà : le purgatoire dans la culture et la société françaises (1850-1935), sous la direction de Philippe Boutry à l'université Paris-XII. En 2011, il soutient une habilitation à diriger des recherches à l'université Paris-I, Dominique Kalifa étant garant, sur Religion, croyances et modernité en France, XIXe – XXe siècles,.  En 2004, il est nommé maître de conférences à l'université d’Avignon (2004-2007), puis à l'université Lille-III (2007-2013) et à l’Institut d'études politiques de Paris (2007-2013). De 2013 à 2022, il est professeur d’histoire contemporaine à l’Université Paris-Est Créteil (UPEC).
Guillaume Cuchet est membre du  comité de rédaction de la Revue d’histoire de l’Église de France, de la Revue des sciences philosophiques et théologiques, de la revue Études et du conseil international de la Revue d’histoire ecclésiastique (Louvain).
Il publie des articles dans la  Revue de l'histoire des religions, Archives de sciences sociales des religions, Études, Le Débat, Revue d'histoire du XIXe siècle, Revue Historique, Recherches de science religieuse, Revue des sciences philosophiques et théologiques, Transversalités, Esprit, Revue d'histoire moderne et contemporaine, Histoire de l’éducation ou encore L'Histoire. Il signe des tribunes dans des journaux quotidiens tels que Le Monde ou Le Figaro,.
Son livre Comment notre monde a cessé d’être chrétien. Anatomie d’un effondrement est reconnu par plusieurs prix : il est lauréat du prix 2018 d’histoire des religions de la Fondation Les amis de Pierre-Antoine Bernheim, décerné par l’Académie des inscriptions et belles-lettres ; il reçoit le prix Sophie Barluet 2018 du Centre national du livre. Dans cette étude, Guillaume Cuchet analyse le décrochage religieux survenu en France dans les années 1960. Il en précise la chronologie et en identifie des causes. Il s'interroge sur le rôle des réformes entreprises par le concile Vatican-II. Son travail se fonde sur les travaux du chanoine Fernand Boulard (1898-1977), auquel le livre est dédié.
Précédemment, son livre Les voix d’outre-tombe. Tables tournantes, spiritisme et société au XIXe siècle a reçu le prix Drouyn de Lhuys 2013 de l'Académie des sciences morales et politiques.

## Apports à l’histoire religieuse

### Histoire du purgatoire

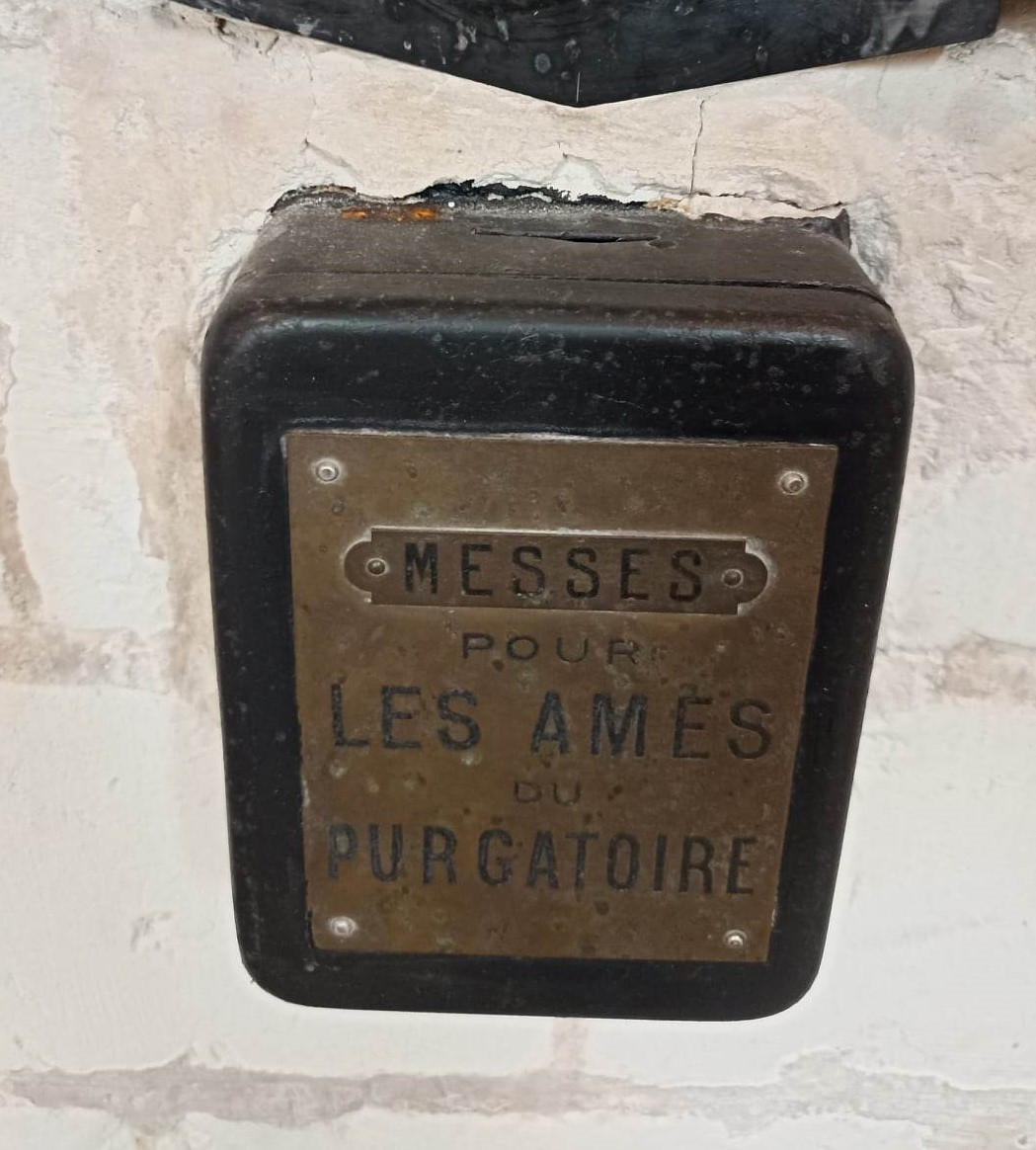
Tronc pour les messes dédiées au purgatoire, église Saint-Rémy à Troyes (photo 2022)

En 2002, Guillaume Cuchet soutient une thèse sur l’histoire du purgatoire entre 1850 et 1935. Son travail tient tout d’abord en une suite à l’ouvrage de Jacques Le Goff, La naissance du purgatoire, publié en 1981. Ce dernier avait fait date en décrivant l’adoption doctrinale du purgatoire par l’Église catholique au XIIIe siècle et son essor à l’époque de la Contre-réforme, les protestants refusant ce dogme. Ensuite, Michel Vovelle a précisé « l’apogée du purgatoire à l’âge classique ». Guillaume Cuchet a, lui, voulu montrer qu’après le déclin du purgatoire initié dans les années 1750 et étudié, entre autres par Vovelle, celui-ci a connu un regain d’intérêt au XIXe siècle en France et en Europe. L’historien avance l’idée que le purgatoire n’a « jamais été aussi populaire qu’au XIXe siècle » avant de pratiquement disparaître complètement dans la dernière moitié du XXe siècle, un phénomène qu’il qualifie « d’affaissement passablement brutal ». Sa thèse consiste en une étude des causes puis des caractéristiques de cette recrudescence puis des modalités de sa quasi-disparition.

### Culte des morts
L’étude du purgatoire par Guillaume Cuchet s’est faite en lien direct avec l’histoire des attitudes face à la mort à l’époque contemporaine. Il rappelle dans la première partie du Crépuscule du purgatoire que le XIXe a vu naître le « culte des morts » contemporain, avec la possibilité pour chaque famille, ou presque, de faire construire une tombe individuelle ou familiale dans les cimetières, privilège aristocratique et bourgeois sous l’Ancien Régime. Ce qui donne naissance à la pratique qu’il nomme le « pèlerinage aux tombes » où l’on dépose des fleurs selon un calendrier à la fois personnel (anniversaire de mort, de naissance) et religieux (Toussaint, Fête des Morts).

### Succès du spiritisme auXIXesiècle
Dans Les voix d'outre-tombe, tables tournantes, spiritisme et société au XIXe siècle, Cuchet s’intéresse au spiritisme. Il ouvre son livre en détaillant l’importation du phénomène des « tables tournantes » des États-Unis vers l’Europe et la France vers 1850, ce phénomène de mode devient ensuite un « phénomène de société » avec une organisation et une structuration du spiritisme en France. Enfin, Cuchet traite du déclin de ce mouvement. L’auteur propose la date de 1860 comme affirmation de la culture spirite en France, cette date correspondant à la deuxième édition du Livre des esprits d’Allan Kardec (Hippolyte Léon Denizard Rivail). À ce moment-là, le phénomène s’est mué en doctrine. Cet objet d’étude permet pour l’historien de questionner les rapports entre science et religion à cette époque, comment un courant spirite s’est imposé en Europe concomitamment au renforcement de la culture de la rationalité scientifique ?  

### Réception du bouddhisme en Occident
L’un des chapitres de son Histoire du sentiment religieux s’intitule « la première vague néo-bouddhiste au milieu du XIXe siècle ». S'intéressant à l’étude du bouddhisme par certains Occidentaux au milieu de ce siècle, Guillaume Cuchet parle d’une « première réception » de cette religion asiatique entre 1844 et 1860 en France, en particulier autour de la figure d’Eugène Burnouf, indologue français et fondateur de la Société asiatique en 1822. Il a publié en 1844 L’Introduction à l’histoire du bouddhisme indien puis Le Lotus de la bonne loi, traduit du sanscrit, accompagné d'un commentaire et de vingt et un mémoires relatifs au buddhisme (sic) en 1852. Cuchet explique que certains savants se sont intéressés à ce culte tout d’abord lorsqu’ils ont compris qu’il était plus vieux que le christianisme, réalité confirmée par l’indianiste janséniste Hyacinthe Anquetil-Duperron au XVIIIe siècle. Ensuite parce que les Européens ont vu dans cette religion des similitudes avec le catholicisme : la compassion pour autrui, les monastères, la confession, l’éloge de la chasteté et de la pauvreté. Cuchet propose ensuite de comprendre le bouddhisme comme une religion dans laquelle ni Dieu ni les dogmes ne sont centraux : une religion sans théisme qui peut constituer pour les Occidentaux un terrain métaphysique nouveau.

### Les cartes Boulard

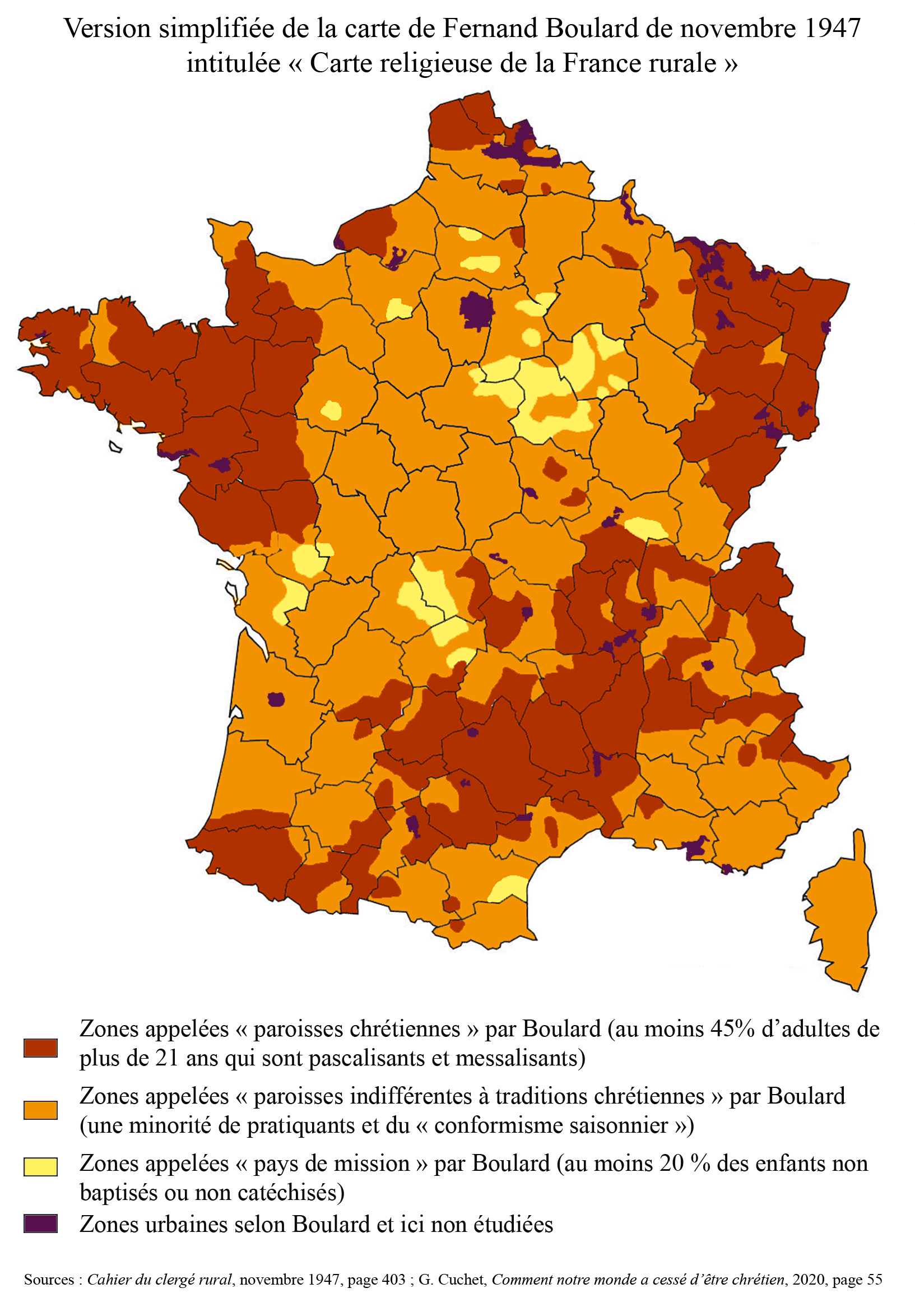
Version simplifiée de la carte Boulard de 1947 (carte religieuse de la France rurale)

Comment notre monde a cessé d’être chrétien est dédié au chanoine Boulard. Cuchet voit dans le travail de cartographie du prêtre (entre 1947 et 1966) un diagnostic pionnier de la déchristianisation de la France. L’historien y voit un « tombeau du catholicisme français. La carte Boulard a "photographié" le catholicisme d'après-guerre, et plus précisément, dans ses dernières versions, des années 1955-1965, juste avant qu'il ne connaisse une rupture profonde introduisant à une tout autre histoire » (rupture enclenchée par le concile Vatican II qui a ouvert la voie à une « sortie collective de la culture de la pratique obligatoire sous peine de péché mortel », amplifiée par mai 68 et l'encyclique Humanae vitae).

### Épistémologie de l’histoire religieuse
Cuchet a adapté son habilitation à diriger des recherches, Religion, croyances et modernité en France, XIXe – XXe siècles, en un ouvrage intitulé Faire de l’histoire religieuse dans une société sortie de la religion. Ce livre se divise en deux parties, la première consiste en un court essai d’égo-histoire et la seconde une réflexion sur l’épistémologie de l’histoire religieuse en France.
Dans l’ensemble de ses travaux, Cuchet utilise l’histoire religieuse comme un moyen de contribuer à l’histoire sociale et culturelle en s’inscrivant dans la continuité de Michel de Certeau, Philippe Ariès et Philippe Boutry notamment, pour qui l’histoire des croyances permet de saisir les mutations culturelles et sociales d’une époque.

## Publications
- Le crépuscule du purgatoire, Armand Colin, 2006, 254 p. (ISBN 978-2-200-26901-2) avec préface de Philippe Boutry et réédition au format de poche au Seuil en 2020  (ISBN 978-2-7578-8111-8)
- Les voix d'outre-tombe, tables tournantes, spiritisme et société au XIXe siècle, Paris, 2012, Éditions du Seuil, 457 p.
- (sous-dir.), Le purgatoire, fortune historique et historiographique d'un dogme, Paris, 2012, Éditions de l'École des hautes études en sciences sociales, 331 p.
- Faire de l'histoire religieuse dans une société sortie de la religion, Paris, 2013, Publications de la Sorbonne, 236 p., nouvelle édition augmentée en 2020.
- Philosophie de la mort, postface Renauld de Dinechin, Paris, 2014, Les Plans-sur-Bex, 140 p. [contient deux textes sur Frédéric Ozanam]
- Penser le christianisme au XIXe siècle, Alphonse Gratry, 1805-1872, "Journal de ma vie" et autres textes, Rennes, 2017, Société d'histoire religieuse de la France, Presses universitaires de Rennes, 325 p. [contient la première édition complète en français du Journal de ma vie, suivie d'une anthologie d'autres textes d'Alphonse Gratry]
- La dramatique conciliaire de l'Antiquité à Vatican II, Textes issus du symposium international organisé à l'université Lille 3 du 15 au 17 mai 2013, [Directeurs de publication : Guillaume Cuchet et Charles Mériaux] Villeneuve-d'Ascq, 2019, Presses universitaires du Septentrion, 468 p.
- Comment notre monde a cessé d'être chrétien, anatomie d'un effondrement, Paris, 2018, Éditions du Seuil, 288 p., réédition coll. « Points Seuil Histoire », 2020.
- Une histoire du sentiment religieux au XIXe siècle, Les éditions du Cerf, 2020, 422 p. (ISBN 978-2-2041-3502-3)
- Le Catholicisme a-t-il encore de l'avenir en France ?, Paris/61-Lonrai, Le Seuil, 2021, 256 p. (ISBN 978-2-0214-7274-5)
- Une très brève histoire de la France au XIXe siècle, Paris, Calype, 2024, 112 p.

## Distinctions
- Prix Drouy-de-Lhuys de l'Académie des sciences morales et politiques en 2013 pour Les Voix d’outre-tombe. Tables tournantes, spiritisme et société[18].
- Prix de la fondation Pierre-Antoine-Bernheim de l’Académie des Inscriptions et Belles-Lettres en 2018 pour Comment notre monde a cessé d’être chrétien[19].
- Prix Sophie-Barluet du Centre national du livre en 2018 pour Comment notre monde a cessé d’être chrétien[20].